# لانگ نک (دلاویر)
لانگ نک (به انگلیسی: Long Neck) یک منطقهٔ مسکونی در ایالات متحده آمریکا است که در شهرستان ساسکس، دلاویر واقع شده‌است. لانگ نک ۶٫۷ کیلومتر مربع مساحت و ۱٬۹۸۰ نفر جمعیت دارد و ۳٫۰۵ متر بالاتر از سطح دریا واقع شده‌است.